# Rudi Lubbers
Rudolfus Josefus Maria (Rudi) Lubbers (Heerhugowaard, 17 augustus 1945) is een voormalig bokser uit Nederland, die tweemaal deelnam aan de Olympische Spelen.

## Loopbaan
Zijn olympisch debuut maakte Lubbers bij de Olympische Zomerspelen 1964 in Tokio, waar hij in het halfzwaargewicht (tot 81 kilogram) in de eerste ronde op punten werd uitgeschakeld. Vier jaar later, bij de Olympische Zomerspelen 1968 in Mexico-Stad, reikte Lubbers in het zwaargewicht (tot 91 kilo) tot de kwartfinales.
Lubbers was achtmaal kampioen van Nederland, waarvan vier keer in het halfzwaargewicht en tweemaal in het zwaargewicht. Volgens kenners was hij technisch completer dan zijn oudere broer Jan, die eveneens actief was als bokser. Rudi Lubbers trad in 1970 toe tot de rijen der professionals, en was al snel kampioen van Nederland in het zwaargewicht.
In 1973 trad hij aan tegen Joe Bugner, met als inzet de Europese titel in het zwaargewicht. Bugner won de partij in Londen op punten, waarna Lubbers ruim twee jaar later opnieuw de kans kreeg in een Europees titelgevecht, ditmaal in het halfzwaargewicht. In Turijn was Domenico Adinolfi zijn tegenstander, en de Italiaan won door knock-out in de tweede ronde.
Lubbers' meest memorabele partij was die tegen Muhammad Ali, op 20 oktober 1973 in het voetbalstadion van Jakarta, Indonesië. Lubbers wist de gevaarlijke linkse van de Amerikaan redelijk te neutraliseren, bleef twaalf ronden lang overeind, maar verloor op punten.

## Na sportcarrière
Lubbers werd in 1986 in Portugal gearresteerd en veroordeeld tot een jarenlange gevangenisstraf wegens drugssmokkel. Hij beweerde zelf onschuldig te zijn.
In januari 2009 berichtte De Telegraaf dat Lubbers 'aan lager wal geraakt' was en onder armzalige omstandigheden met zijn vrouw en twintig Portugese zwerfhonden in een caravan zonder kachel op een parkeerplaats in een bos bij Swalmen verbleef. Leeftijdsgenoot en ex-wielrenner Rini Wagtmans trok zich het verhaal aan, en regelde voor Lubbers een appartement in België. Hij presenteerde in maart 2009 samen met Jean-Marie Pfaff de kick-off van de ParaGamesBreda van dat jaar en kondigde daarbij aan een boek te willen schrijven over zijn carrière en leven.
Op 27 januari 2019 besteedde het tv-programma Andere Tijden Sport aandacht aan het gevecht tussen Ali en Lubbers. Speciaal voor de uitzending werd hij opgezocht en geïnterviewd. Lubbers bleek op dat moment al enige tijd in een busje in Bulgarije te wonen. De uitzending leidde tot een hulpactie. Hierop volgde zijn terugkeer naar Nederland op 8 februari 2019.
Op 25 januari 2021 werd Lubbers door de Nederlandse Boksbond (NBB) benoemd tot bondsridder.